# Ribeirão Cocais Pequeno
O ribeirão Cocais Pequeno é um curso de água que nasce e deságua no município brasileiro de Coronel Fabriciano, no interior do estado de Minas Gerais. Sua nascente está no Sumidouro Boqueirão, localizado na Serra dos Cocais, zona rural de Fabriciano, percorrendo cerca de 18 km até sua foz na margem esquerda do rio Piracicaba. Banha os povoados São José dos Cocais (Cocais de Cima) e Santa Vitória dos Cocais (Cocais de Baixo).

## Descrição
Sua sub-bacia abrange boa parte da zona rural fabricianense e possui cerca de 129 km². Tem como principais afluentes os córregos Cachoeira, do Cristal, dos Cocais, dos Machados e Lagoa em sua margem direita e do Cedro, dos Gouveia e Frio na margem esquerda. Em seu curso se encontra uma série de quedas-d'água, como as cachoeiras do Escorregador, José Felicíssimo e do Cristal, e em um trecho localizado a cerca de 6 km do bairro Belvedere há uma praia de água doce; a Praia do Cachoeirão, que faz parte da Área de Preservação Ambiental da Biquinha e é uma das atrações naturais da cidade.
Corta uma região onde se observa uma considerável presença do reflorestamento com eucalipto. No início dos anos 2000, houve um projeto de construção de uma usina hidrelétrica de pequeno porte no curso do Cocais Pequeno, a PCH Cachoeira Grande, que seria instalada em uma queda de 120 metros de altitude e teria capacidade de produção de 10 000 Kw. A construção recebeu repulsa do então prefeito Chico Simões e foi embargada em junho de 2005, devido aos possíveis impactos ambientais à área.